# Compuesto fenólico

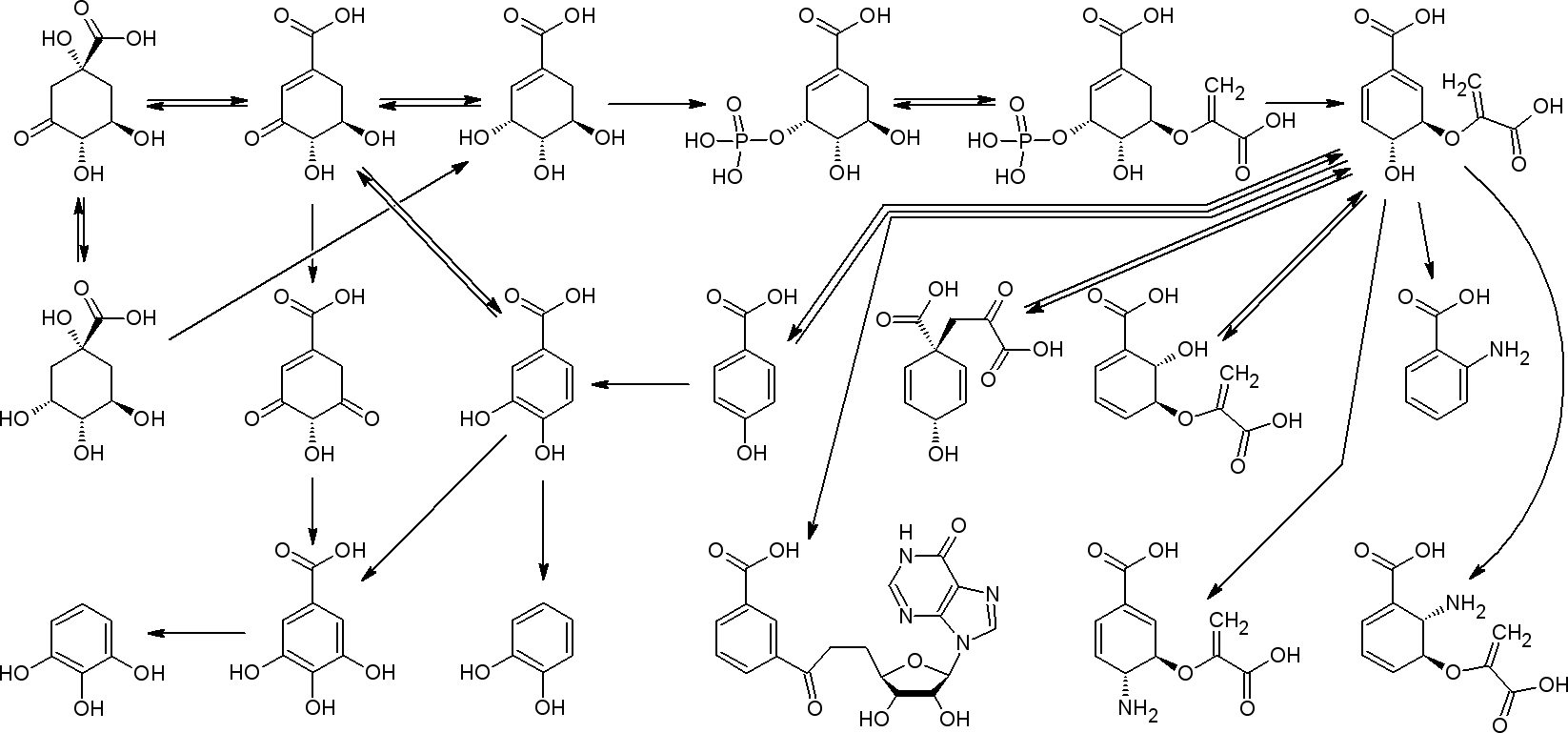
Esquema de reacciones para fenoles

Los fenoles o compuestos fenólicos son compuestos orgánicos cuyas estructuras moleculares contienen al menos un grupo fenol, un anillo aromático unido a un grupo hidroxilo. Muchos son clasificados como metabolitos secundarios de las plantas, aquellos productos biosintetizados en las plantas que poseen la característica biológica de ser productos secundarios de su metabolismo. En general son sintetizados por una de dos vías biosintéticas: la ruta del ácido shikímico o la vía del ácido malónico (o por las dos, por ejemplo los flavonoides).
Los compuestos fenólicos de las plantas son un grupo heterogéneo de productos con más de 10 000 compuestos. Algunos son solubles en solventes orgánicos, otros son glucósidos o ácidos carboxílicos y, por lo tanto, solubles en agua, y otros son polímeros muy grandes e insolubles.
Este grupo también juega una variedad muy heterogénea de roles en las plantas, roles que son atribuidos en general a los productos secundarios de las plantas: muchos son productos de defensa ante herbívoros y patógenos, otros proveen soporte mecánico a la planta, otros atraen polinizadores o dispersores de frutos, algunos de ellos absorben la radiación ultravioleta, o actúan como agentes alelopáticos (por ejemplo reducen el crecimiento de plantas competidoras que estén cerca).

## Biosíntesis
Los fenoles de las plantas son sintetizados por muchas vías distintas y, por lo tanto, también son un grupo heterogéneo desde el punto de vista metabólico, pero dos vías básicas están involucradas: la vía del ácido shikímico y la vía del ácido malónico.
- La ruta del ácido shikímico participa en la biosíntesis de la mayoría de los fenoles de las plantas superiores. Utiliza como sustratos la eritrosa-4-fosfato (de la vía de las pentosas fosfato) y el ácido fosfoenolpirúvico (proveniente de la glucólisis). Uno de los productos de esta vía es la fenilalanina, de la que se deriva la mayoría de los fenoles. La fenilalanina, un aminoácido esencial parte del metabolismo primario de las plantas y animales, entra al metabolismo secundario cuando la enzima fenilalanina amonio liasa (PAL) cataliza la eliminación de un amonio convirtiendo a la fenilalanina en ácido cinámico.
- La vía del ácido malónico es una importante fuente de fenoles en bacterias y hongos, y en las plantas superiores existe, aunque no es tan utilizada como en aquellos. Su sustrato es el acetil-CoA. Junto con la vía del ácido shikímico participa en la biosíntesis de los flavonoides, la lignina y otros fenoles.

## Clasificación
Sobre la base de su esqueleto químico:
- Fenoles simples:
  - Fenilpropanoides simples: que tienen un esqueleto básico de fenilpropanoide (un anillo aromático unido a una cadena de 3 carbonos). Ejemplos: ácido trans-cinámico, ácido p-cumárico, y sus derivados como el ácido cafeico.
  - Lactonas fenilpropanoides (o "ésteres cíclicos"), también llamadas cumarinas. También poseen un esqueleto fenilpropanoide, pero el propano está ciclado. Ejemplos: la umbeliferona (una cumarina simple), el "psolaren" (una furanocumarina: cumarina a la que se adicionó un anillo furano).
  - Derivados del ácido benzoico (el esqueleto es un anillo aromático unido a un carbono). Son formados a partir de fenilpropanoides a los que se les delecionan dos carbonos de la cadena propánica. Ejemplos: la vainillina, el ácido salicílico.

- Fenoles complejos:
  - Lignanos: Los lignanos son metabolitos secundarios de las plantas encontrados en una gran variedad de plantas que incluyen las semillas de lino, semillas de calabaza, semillas de sésamo, centeno, soya, brócoli, frijoles, y en algunas bayas. Aunque están ampliamente distribuidos en las citadas semillas, sus cantidades son muy reducidas, del orden de μg por cada gramo de producto seco.
  - Flavonoides: Los flavonoides se biosintetizan en todas las "plantas terrestres" o embriofitas, y también en algunas algas Charophyta, y aunque todas las especies comparten la vía biosintética central, poseen una gran variabilidad en la composición química de sus productos finales y en los mecanismos de regulación de su biosíntesis, por lo que la composición y concentración de flavonoides es muy variable entre especies y en respuesta al ambiente.